# كيس (مغني)
كيس (بالإنجليزية: Case)‏ هو مغني أمريكي، ولد في 4 أكتوبر 1975 في نيويورك في الولايات المتحدة.

## وصلات خارجية
- كيس على موقع IMDb (الإنجليزية)
- كيس على موقع ميوزك برينز (الإنجليزية)
- كيس على موقع إن إن دي بي (الإنجليزية)
- كيس على موقع أول ميوزيك (الإنجليزية)
- كيس على موقع ديسكوغز (الإنجليزية)